# Postgirot Open
Postgirot Open var ett svenskt etapplopp på cykel, omfattande 6-8 dagar, ibland med en backtävling inlagd som varvlopp. Det var efterföljare till "Sexdagarsloppet" som arrangerades från tidigt 1900-tal fram till 1975. Postgirot Open hade premiär 1982 och arrangerades sista gången 2002 efter att Nordea köpt Postgirot.
’Cykelhistoriska föreningen’ berättar om bakgrunden: ”Tävlingsformen sexdagars har anor från de uthållighetsprov engelska cykelfabrikanter anordnade redan på 1870-talet. I Birmingham anordnade en fabrik en tävling där loppet kördes 12 timmar dagligen under sex dagar. Tävlingen hölls utomhus, liksom det första loppet i USA i Chicago 1885, där cyklisterna åkte 12 timmar per dag”. 
Erik "Orsa" Bohlin på en cykel av märket Hermes blev 1924 den förste att vinna Sexdagarsloppet.  Han blev senare känd som mc-förare och hade stora framgångar även där. 
1976 till 1981 låg Sexdagarsloppet nere, men efter Tommy Prims framgångar i Giro d'Italia 1981 och 1982 (2:a båda gångerna) lyckades några cykelentusiaster engagera Posten som sponsor och Postgirot Open startades. 1982 till 2000 blev det svensk seger vid fem tillfällen: Tommy Prim 1982 och 1983 och Michael ”Roddarn” Andersson 1991, 1992 och 2000. 
När tävlingen passerade Huskvarna i Jönköpings kommun, fick cyklisterna pröva sina krafter i ett varvlopp där man inte mindre än fem gånger "pressarde" Norra Klevaliden, som enligt Riksidrottsförbundet är en "idrottshistorisk plats" och Sveriges enda backe av internationell standard.

## Vinnare
- 1982:  Tommy Prim
- 1983:  Tommy Prim (2)
- 1984:  Alan Peiper
- 1985:  Marc Gomez
- 1986:  Gilbert Duclos-Lassalle
- 1987:  Gerrie Knetemann
- 1988:  Jesper Worre
- 1989:  Atle Kvålsvoll
- 1990:  Dmitrij Zjdanov
- 1991:  Michael Andersson
- 1992:  Michael Andersson (2)
- 1993:  Phil Anderson
- 1994:  Erik Dekker
- 1995:  Erik Dekker (2)
- 1996:  Michael Blaudzun
- 1997:  Giampaolo Mondini
- 1998:  Steven de Jongh
- 1999:  Jakob Piil
- 2000:  Michael Andersson (3)
- 2001:  Thor Hushovd
- 2002:  Kurt-Asle Arvesen

## Källhänvisningar
1. ↑  "Sexdagars - Postgirot Open". Arkiverad 7 mars 2005 hämtat från the Wayback Machine. Cykelhistoriska.se. Läst 17 september 2014.
2. ↑  "PostGirot Open". Idrottonline.se. Läst 17 september 2014.